# تپه تخت شاه ۶
تپه تخت شاه ۶ مربوط به سده‌های ۶ تا ۹ ه.ق است و در شهرستان زابل، بخش میانکنگی، دهستان قرقری، ۱/۸۱ کیلومتری غرب روستای تخت عدالت واقع شده و این اثر در تاریخ ۲۸ اسفند ۱۳۸۵ با شمارهٔ ثبت ۱۸۹۷۴ به‌عنوان یکی از آثار ملی ایران به ثبت رسیده است.